# Exobasidium dubium
Exobasidium dubium är en svampart som beskrevs av Racib. 1909. Exobasidium dubium ingår i släktet Exobasidium och familjen Exobasidiaceae.   Inga underarter finns listade i Catalogue of Life.